# 王佳玉
王佳玉（1990年9月28日—），现役中国职业足球运动员，出生于上海浦东三林，效力于上海东亚，司职中场。

## 职业生涯
2000年7月，进入根宝足球学校。
2004年，代表中国U14少年足球队参加了当年亚足联U14足球赛(东亚区)并夺得冠军。
2006年，进入上海东亚一队。
2007年，成为球队队长，代表上海东亚队参加了中国足球乙级联赛并夺得冠军。
2009年，代表上海全运队参加了第十一届全运会足球男子甲组比赛并夺得冠军。
2010年12月10日，和队友姜至鹏一起以600万元的身价加盟中国足球超级联赛球队南昌衡源。
2012赛季随队迁至上海并改名为上海申鑫，10月27日，在上海申鑫主场1比1战平山东鲁能泰山的比赛中射进个人的首个中超进球。
2014年1月，转会回归上海东亚。

## 荣誉

### 俱乐部
上海东亚
- 中国足球乙级联赛冠军：2007
- 全运会足球比赛冠军：2009